# Picarreau
Picarreau is een gemeente in het Franse departement Jura (regio Bourgogne-Franche-Comté) en telt 86 inwoners (2009). De plaats maakt deel uit van het arrondissement Dole .

## Geografie
De oppervlakte van Picarreau bedraagt 9,0 km², de bevolkingsdichtheid is dus 9,6 inwoners per km².

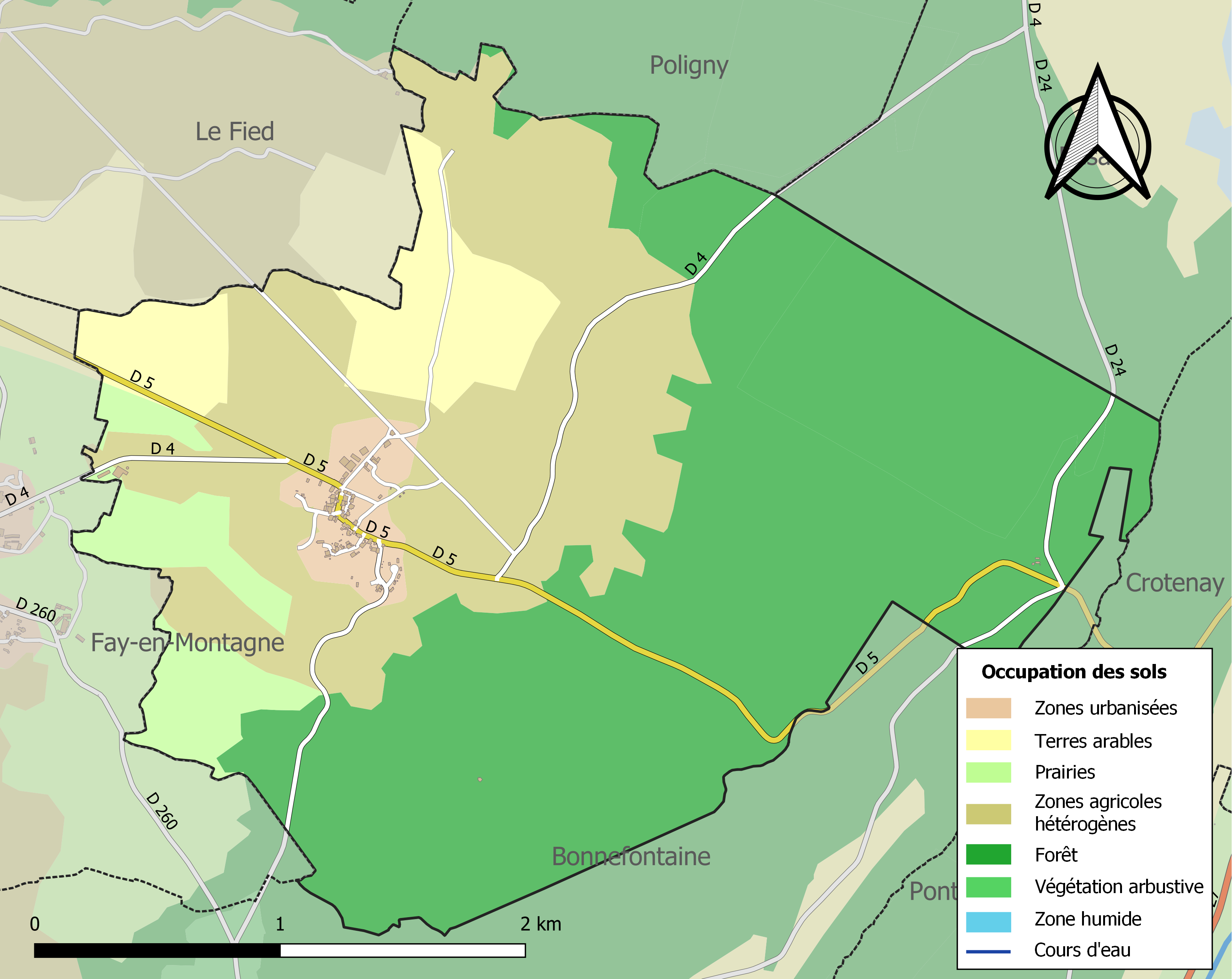
Kaart van de gemeente met de belangrijkste infrastructuur, bodemgebruik en omliggende gemeenten

## Demografie
Onderstaande figuur toont het verloop van het inwonertal (bron: INSEE-tellingen).